# Meurtre de Mallory Manning
Ngatai Lynette Manning (aussi connue sous le nom de Mallory Manning) a été tuée à Christchurch, Nouvelle-Zélande, le 18 décembre 2008. Manning fut emmenée depuis le centre-ville, au coin de Manchester Street où elle travaillait comme prostituée, dans une propriété d'Avonside pour y être exécutée au couteau, par strangulation, ainsi que par des coups portés à l'aide d'un tuyau métallique. Son corps a ensuite été jeté dans la rivière Avon et trouvé le lendemain matin par un kayakiste. En mars 2012, Mauha Huatahi Fawcett, chômeur de 24 ans, est arrêté et accusé du meurtre et de l'enlèvement de Manning.
Jusqu'alors, la gravité et la longévité de l'affaire avaient amené la police à redouter un tueur en série, et un appel à témoin en échange d'une récompense fut lancé. À la suite de l'arrestation, la police reconnut qu'il y avait d'autres personnes impliquées que le suspect placé en détention et que l'enquête allait se prolonger.

## Victime
Manning a eu une enfance difficile avec un père absent et un beau-père « difficile ». À l'âge de 14 ans, Manning est placée en famille d'accueil pour ses problèmes de comportement et, commence à consommer de la drogue. Par la suite, elle a commencé à travailler comme prostituée dès l'âge de 15 ans. En 1999, elle a été condamnée à 18 mois de prison pour avoir poignardé un employé avec une seringue remplie de sang lors d'un cambriolage. Manning a effectué plusieurs séjours derrière les barreaux et avait une sœur, Jasmine, qui évoluait dans un entourage similaire. Manning a perdu le contact avec Jasmine en 2008 lorsqu'elle rejoint le programme de protection des témoins et en juillet, Jasmine s'est suicidé. Manning décida alors d'arrêter de se droguer et de se prostituer, craignant alors de mourir jeune comme sa sœur.
Alors qu'elle a arrêté la drogue, Manning est inscrite dans une école polytechnique pour y étudier l'art. Elle et son partenaire ont décidé d'avoir des enfants et de fonder une famille. Cependant, elle n'est pas en mesure d'acheter des cadeaux de Noël à sa famille en raison de sa situation de précarité et de chômage, elle décide alors de se prostituer à nouveau  "juste une nuit". À la mi-2008, le gang "Mongrel Mob" a commencé à prendre le contrôle de Christchurch en exigeant des travailleurs du sexe de leur verser 20 dollars sur chaque passe effectuée. De fait, les relations de Manning avec le gang  étaient mauvaises en raison de cette taxe qu'elle refusait de payer, ou de dettes liées à la drogue. Le retour à la prostitution a fait rechuter Manning et dans les jours ayant précédé sa mort, elle avait consommé méthadone, morphine, diazepam ainsi que du THC, le principe actif du cannabis, et probablement également du temazepam.

## Homicide
Le 18 décembre 2008, Manning marche le long de Blenheim Road et un client l'emmène à 21h17. Il la dépose ensuite à son coin habituel à l'intersection de Manchester et de Peterborough Street dans le centre-ville de Christchurch. Quelqu'un l'a ensuite emmené à nouveau à 21h30 au même endroit et l'y a redéposé. Elle est de nouveau montée avec un client jusqu'à 22 h 20. Le suspect Mauha Huataho Fawcett, âgé de 21 ans, sans emploi, surnommé « Muck Dog », connu des prostituées, l'a emmené à 22 h 35 ou 22 h 40. Fawcett n'avait pas encore été accepté dans le gang des Mongrel Mob et le meurtre de Manning pour ses dettes devait servir d'examen de passage. Fawcett a contraint Manning à monter dans son véhicule en en lui montrant un sms menaçant écrit par un autre membre du gang. Manning a envoyé un message à 22 h 43 avant d'être conduite sur Galbraith Avenue à Avonside. Le trajet aurait duré une dizaine de minutes. Dans le but d'être accepté dans le gang, Fawcett a reçu l'ordre de poignarder Manning mais il a n'a pas respecté la demande : une fois la radio allumée à volume élevé, Manning fut étranglée, poignardée, violée et battue avec un tuyau métallique, tandis que les membres du gang "aboyèrent comme des chiens" et effectuèrent des saluts nazis,. Manning est morte des suites de ses blessures et Fawcett déposa son corps dans la rivière Avon voisine.

## Enquête
Le corps de Manning fut découvert le lendemain matin par un kayakiste. Sa montre était arrêtée sur 23h00. La police laissa entendre qu'elle aurait retrouvé des pièces à conviction dans la rivière. L'enquête a été conduite par trente agents, mais fut constamment interrompue en raison de la pluie et des intempéries. La police confirma qu'il y avait plusieurs armes du crime. La police a interrogé plus de 900 personnes et découvert qu'un Ford Falcon serait impliqué. Ils ont également obtenu la liste des clients de Manning, 40 témoins qu'ils étaient impatients d'entendre. La police a relevé des traces ADN sur un parking ou Manning amenait régulièrement ses clients.
Il y a eu de nombreux suspects, surtout des hommes vivant à Christchurch et fréquentant les prostituées. La police écarta l'hypothèse d'un vol qui aurait mal tourné puisque son sac à main et tous ses effets personnels furent retrouvés sur elle lors de la découverte du corps. Après examen des enregistrements vidéos des caméras de sécurité, le suspect fut décrit comme étant un indien, client potentiel, conduisant un 4x4 bleu.
Après avoir parlé du meurtre à une autre prostituée, la police a interrogé un homme qui divulgua des informations clés. Des graines ont été retrouvées sur le gilet porté par Manning le soir du meurtre, indiquant plusieurs endroits où le meurtre a pu se produire. En octobre 2009, un homme qui a vécu avec Manning a été approché par la police afin d'identifier la voix d'un homme reconnu comme "baron local de la pègre". La liste des autres suspects comprenait un homme aux cheveux bruns bouclés, portant un débardeur ; deux hommes se tenant près d'un 4x4 ainsi que le conducteur d'une berline blanche, tous situés à quelques mètres du lieu où le corps de Manning fut retrouvé le soir de sa mort.
En décembre 2010, la Police annonce avoir identifié le lieu du crime grâce aux graines retrouvées sur son corps; il s'agit d'un emplacement proche de là ou le corps a été jeté, dans une propriété d'Avonside, sur Galbraith Avenue. Il s'agit d'un entrepôt appartenant au gang Mongrel Mob du temps où ils avaient des activités de proxénétisme ; toutefois l'hypothèse que des personnes autres aient pu accéder au hangar ne fut pas écartée. En septembre 2011, la police déclara avoir retrouvé du sperme sur le corps de Manning, ne correspondant à aucun de ceux de ses clients le soir de sa mort. En dépit d'une possible agression sexuelle, la police ne put écarter l'hypothèse que Manning a eu un rapport sexuel avec un partenaire sexuel ou client non identifié. Les recherches se concentrèrent sur les membres de gang en raison du lieu de sa mort.

### Arrestation
Le 29 mars 2012, la police arrête et inculpe Mauha Huatahi Fawcett, 24 ans, au chômage, pour le kidnapping suivi du meurtre de Manning,. Aucun rapprochement n'a été fait avec le sperme retrouvé sur la victime mais il vivait à Christchurch et sa présence sur les lieux du crime fut avérée. Considéré comme suspect dès le début de l'enquête, la police précise : "D'après les preuves rassemblées, il semble clair que plusieurs personnes sont impliquées soit dans le kidnapping, soit dans le meurtre de Madame Manning. L'enquête se poursuit afin d'identifier toutes les personnes directement impliquées dans sa mort ou d'éventuels complices, afin qu'ils puissent être jugés" La famille de Manning fut satisfaite, son frère déclara : "C'est une bonne nouvelle. Je ne l'attendais pas. Je pensais que ça prendrait un peu plus de temps. Cela fait bien plus de trois ans (à attendre)".

## Procès
Le procès de Fawcett s'ouvre à la Haute Cour en février 2014 pour une durée de six semaines. Fawcett décida d'assurer sa propre défense et déclara que la police l'avait contraint à faire des aveux. En Mars 2014, un jury composé de 6 hommes et 6 femmes déclarèrent Fawcett coupable du meurtre de Manning. En Mai, Fawcett a été condamné à la réclusion criminelle à perpétuité avec une période de sûreté de vingt ans. La police déclara que la condamnation de Fawcett ne marquait pas la fin de l'enquête en raison des autres membres du gang impliqués dans sa mort. Un suspect, "Male B" n'a pas encore été identifié mais est susceptible d'être en relation avec Fawcett et impliqué dans le meurtre.

## Appel et nouveau jugement
Le 7 août 2017, la Cour d'appel rejeta la culpabilité de Fawcett et demanda qu'il soit rejugé. Les raisons de l'appel n'ont pas été divulguées afin de préserver son droit à un procès équitable.